# Sínodo de Chanforan

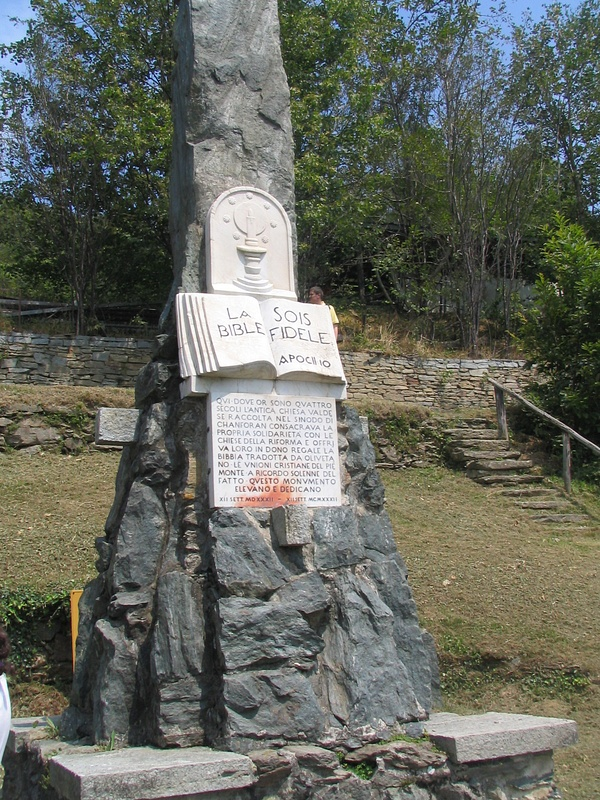
Monumento conmemorativo del Sínodo de Chanforan

Es conocido como Sínodo de Chanforan la asamblea de los valdenses, desarrollada a partir del 12 de septiembre de 1532, en el prado de la localidad de Chanforan, en el municipio de Angrogna, actual Provincia de Turín, Italia. Este histórico encuentro, que según algunos autores no puede ser llamado "sínodo", puesto que en la época no existía aún la Iglesia valdense, la que comenzaría a estructurarse a partir de este evento y asumiría los sínodos sucesivos como asamblea legislativa anual de ministros y laicos de la Iglesia valdense para el gobierno de la misma.
Como resultado de la asamblea general, que tuvo una duración de 6 días, se destacan tres aspectos: la adhesión a la Reforma suiza; los veinte artículos aprobados por la asamblea, definiendo la doctrina de la iglesia; y la decisión de traducir la Biblia al idioma corriente, en ese momento el francés.

## Antecedentes
En el transcurso de su historia, los valdenses vivían principalmente en la Europa Central (Austria, Alemania, Bohemia), Provenza, Delfinado, Piamonte, Lombardía, Irpinia, Apulia y Calabria, donde fueron sometidos a la represión sangrienta, a pesar de que su presencia en el territorio era poco visible.
Los "Barbas" fueron predicadores itinerantes que se desplazaban en parejas formadas por un anciano (regidor) y un joven (coadjutor) para anunciar el Evangelio en las comunidades de la diáspora valdense durante toda la Edad Media.
El universo valdense se compone de grupos de fieles que se conectan gracias a la itinerancia de los “Barbas”, a la llegada de los cuales la comunidad se reúne, generalmente de noche y en la clandestinidad, cuando se celebra la liturgia y se confiesan. Los “Barbas” mantenían, una vez al año, una reunión general en la que se ocupaban de cuestiones doctrinales y disciplinarias. La reunión de Chanforan puede enmarcarse en una de estas reuniones anuales.
Antes de adherirse a la Reforma, el valdismo que, en el juicio expresado por Girolamo Miolo en 1587 en su "Historia brevee et vera", todavía tenía "un poco de harina papal en alguna puntos de su doctrina", es influenciado teológicamente por el husitismo de tendencia taborita y por Luca da Praga, que hasta su muerte en 1528 fue la personalidad más visible de la "Unitas fratrum boema".
Tras la rápida difusión de las ideas de la Reforma en Europa, nace la necesidad de obtener información de primera mano y se hace más apremiante la necesidad de afrontar las cuestiones teológicas planteadas por los reformadores. Esto ocurre por primera vez en 1526 en la asamblea de “Barbas” celebrada en Laux en el Alto Chisone, uno de los Valles Valdenses, donde se reúnen 150 “Barbas” en representación de los valdenses europeos. Lo poco que se conoce de este encuentro es que se encarga a dos “Barbas”, Guido di Calabria y Martino Gonin, la tarea de establecer un primer contacto con los reformadores. Los “Barbas” se reúnen para este propósito en 1530 en Mérindol, en la región de Provenza-Alpes-Costa Azul, un acontecimiento que se llamó un punto de partida de la llegada en la historia de la Iglesia valdense.
En el momento de la adhesión a la Reforma suiza, no exenta de oposición por los valdenses más tradicionales, los reformadores que tuvieron mayor influencia fueron Zuinglio, Bucero, Ecolampadio y Farel.
La investigación histórica reciente ha permitido reconstruir con bastante claridad, gracias a las publicaciones de fuentes precisas, tanto las discusiones previas al sínodo y el debate a lo largo del mismo día, así como los detalles relacionados con el desarrollo histórico y los relacionados con el contexto en el que se desarrollaron los hechos. Ellos se refieren a la fase de intercambio más intenso que llevó al concilio y la declaración final producida por la discusión común, también conocida como la confesión de fe de Chanforan.
La fe valdense se centra fuertemente en la lectura radical del sermón de la montaña y en su aplicación rígida, y se caracteriza, entre otras cosas, por el rechazo del culto de María y de los santos, por no creer en el Purgatorio, por rechazar  el juramento y la jerarquía eclesiástica, teología que, según A. Molnár, era un desafío al constantinismo.
La asamblea designa a dos “Barbas”, George Morel y Pierre Masson, para viajar a Alemania y Suiza con cuestionarios escritos para presentar a los reformadores y solicitar explicaciones acerca de la doctrina y la disciplina en su opinión verdaderamente evangélica. Los dos “Barbas” viajan a Neuchatel para encontrarse con Guillaume Farel, a Berna con Berthold Haller, a Basilea con Juan Ecolampadio y a Estrasburgo con Martín Bucero y Wolfgang Capito. En el camino de regreso fue detenido uno en Dijon, por lo que el único que volvió a Masson fue Morel con las respuestas dadas por Bucero y Ecolampadio, escritas en provenzal que, de ser aceptadas por la asamblea de los “Barbas”, constituiría un cambio radical en la vida eclesiástica de los valdenses; estos documentos serán la base de la animada discusión durante la “asamblea campestre”, celebrada en Chanforan en el actual municipio de Angrogna en Val Pellice, el 12 de septiembre de 1532, en la cual también participan Farel y el reformador de Payerne Antoine Saunier. Varios estudiosos consideran que la asamblea, sínodo o reunión campestre de Chanforan marca un antes y un después en la historia de la Iglesia valdense.

### Barba
El "Barba" es un personaje histórico bien definido, perteneciente al "valdismo del siglo XV", particularmente del área latina, y en especial del mundo alpino. Fueron predicadores itinerantes, que se movilizaban permanentemente en lo que hoy día es Francia e Italia, predicando el Evangelio a los grupos dispersos de valdenses. Dado que en la época la Inquisición era muy activa, disimulaban su actividad haciéndose pasar por comerciantes o artesanos. En algunos casos tenían conocimientos de medicina y aplicaban sus conocimientos cuando era necesario.
Mucho de lo que se conoce actualmente sobre la vida y creencias de estos predicadores valdenses lo debemos a las actas de los juicios a que fueron sometidos por la Inquisición.
La formación de los "Barbas". Durante la reunión anual de los “Barbas”, los candidatos son presentados ante la asamblea para que todos tengan la oportunidad de manifestar su opinión. La mayoría de estos jóvenes provienen de actividades en la agricultura o en la cría de animales y tienen entre 25 y algo más de 30 años, no siendo personas instruidas. Estos jóvenes son puestos a prueba por un período de 3 a un máximo de 4 años, solo dos o tres meses, en invierno, donde se les enseña a leer y escribir, y a memorizar todos los Evangelios de Mateo y Juan, capítulos de todas las epístolas llamadas canónicas y buena parte de Pablo. Transcurrido este período, si son aprobados, los candidatos son conducidos a un "cierto lugar", a una especie de retiro por espacio de uno a dos años, ocupándose de "actividades terrenales". Al finalizar este noviciado, el joven “Barba” inicia su misión. Los “Barbas” recorren el territorio visitando la diáspora de los seguidores de Pedro Valdo en parejas, un “Barba” experimentado (regidor) y uno más joven (coadjutor), al empezar su misión.
La predicación itinerante. Los "Barbas" no se casaban, si bien no se mantenían siempre castos, según confiesa el "Barba" Morel en las Peticións dirigidas a Ecolampadio y Bucero. Las vestimentas y los alimentos les eran ofrecidos gratuitamente por las comunidades a las que visitaban. Estas comunidades, o miembros de estas, les ofrecían también otros bienes temporales y dinero, que eran compartidos por todos los "Barbas".
Anualmente se reunían durante algunos días para intercambiar experiencias y programar las actividades del próximo año. Las parejas no se mantenían necesariamente, y los recorridos también podían cambiar. El mal llamado "Sínodo de Chanforan" fue una de estas asambleas generales, que mereció, como se ha mencionado, una importante preparación previa.
Se tienen registros de varias de estas asambleas generales de los "Barbas", por ejemplo, en 1526, en la localidad de Laux en la parte alta del Val Chisone, en la que se reunieron 150 "Barbas". Lo poco que se sabe de esta asamblea general es que dos "Barbas", Guido di Calabria y Martino Gonin, fueron encargados de establecer un primer contacto con los reformadores.

## Resultados de la asamblea general
Del sínodo no se conocen las discusiones ni el curso exacto de los trabajos. Sin embargo, pueden ser reconstruidos en parte mediante el análisis de las 23 proposiciones, es decir, las decisiones tomadas en Chanforan y contenidas en la declaración final, y de las actas del proceso inquisitorial del aspirante a “Barba” Pierre Griot, arrestado en el camino de regreso de Chanforan.
Griot revela la presencia en la asamblea de Chanforan del sacerdote de la orden agustina Agostino Mainardi, un predicador famoso que unos años más tarde se vería obligado a refugiarse en los "Grisones “religionis causa" y moriría como pastor reformado en Chiavenna; y un fraile dominico Tommaso, ambos identificables por sus hábitos, negro (el Agustino) y blanco (el Dominico). Los dos, junto con Morel, Farel y Saunier, parecen haber sido las figuras más influyentes del sínodo, aportando una contribución decisiva para orientarlo de manera reformada. A partir del relato de Griot se percibe que se produjo un intenso debate, entre otros temas sobre la justificación por la fe; el celibato de los “Barbas”, aunque esto puede reflejar ante todo el interés de Juan de Roma, el inquisidor que llevó a cabo el interrogatorio de Griot.
Las proposisiones, el proceso inquisitorial en los puntos relacionados con el sínodo de 1532 y la correspondencia que precede al sínodo (la carta de Morel y Masson a Ecolampadio; la respuesta de Ecolampadio; una carta de Morel y Masson a Bucero; "Mémoires" o "Peticions" de Morel) constituyen el corpus de fuentes para referirse a la comprensión de la asamblea de Chanforan y su significado histórico.

## Consecuencias de la asamblea general
En el debate teológico en la asamblea de Chanforan se fijaron puntos importantes de la doctrina valdense: sólo dos sacramentos, el bautismo y la Cena del Señor; la importancia de la Biblia; el Ministerio de los "Barbas" relacionado con una comunidad local y no itinerantes, serían los futuros pastores. Luego, se abordan muchos problemas prácticos: cargos públicos, la usura, la autoridad de los magistrados, entre otras cosas.
No todos estaban convencidos de adherirse a la Reforma: temían una crisis y la pérdida de muchos aspectos importantes del valdismo.
Farel instó a la reflexión reformada sobre posiciones radicalmente anticatólicas: el rechazo de la confesión, del ayuno, de la ley del día festivo, acentuación de la libre gracia de Dios para con todos los méritos humanos inherentes a toda buena obra. La espiritualidad medieval, todavía atada, al menos formalmente, a la católica se reorienta a una base teológicamente más bíblica: así, se dan cuenta de la necesidad de herramientas apropiadas debido a que las antiguas traducciones en provenzal valdense ya no corresponden a las nuevas exigencias del testimonio.
Por lo tanto, la Asamblea tomó la importante decisión de encomendar traducir e imprimir la Biblia en francés, pagando el costo (1500 escudos), a pesar de que esta decisión no figura entre las resoluciones de la asamblea. El traductor fue Pierre Robert, conocido como Olivetan, primo y compatriota de Calvino.
Un año más tarde en 1533, en el Sínodo o asamblea general de Pra daval se ratificaron las decisiones de Chanforan, en particular la decisión de traducir la Biblia de los textos originales.